# Regenerativ bromsning

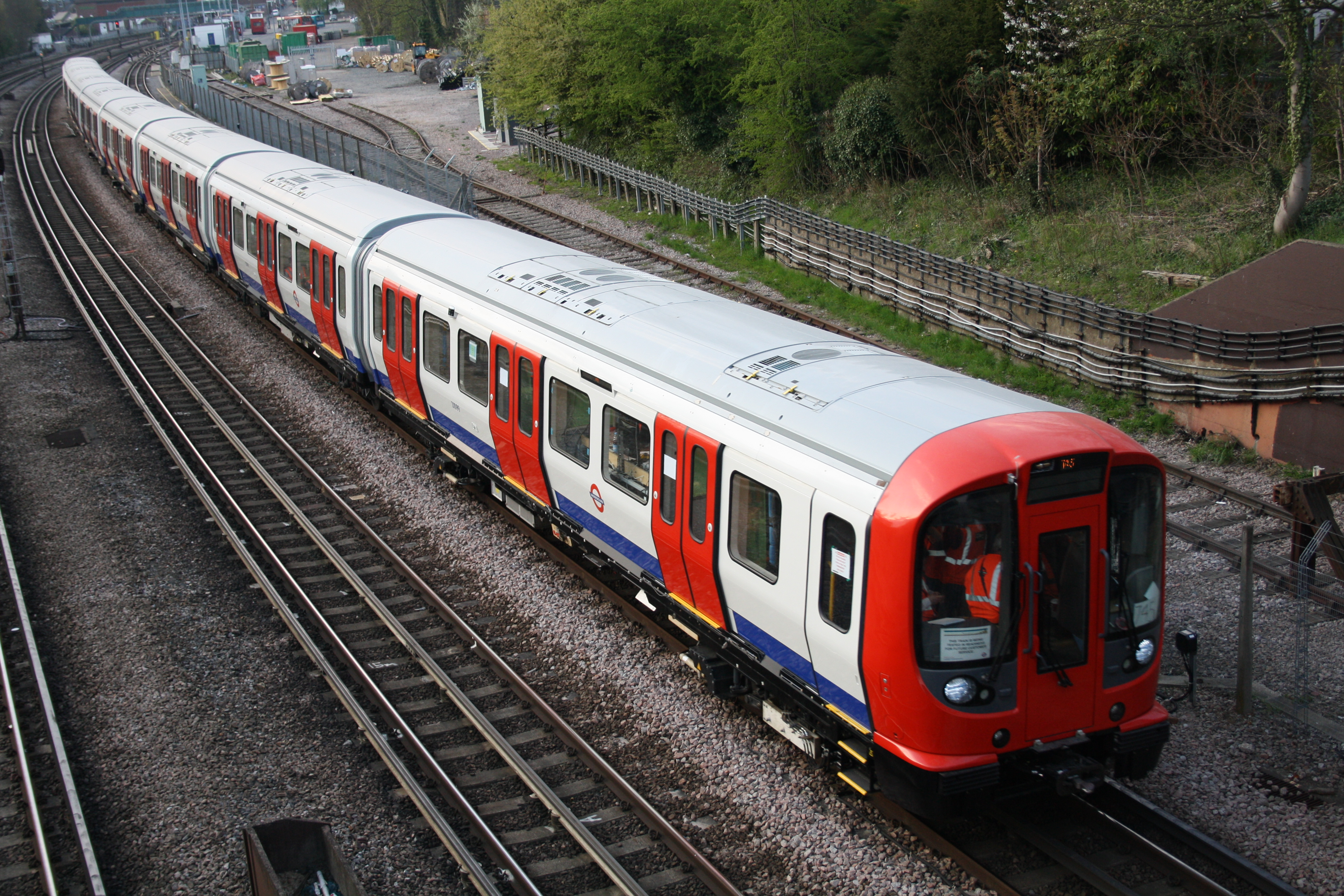
Tåget S7/8 Stock i Londons tunnelbana kan återföra cirka 20% av sin rörelseenergi till elnätet.

Regenerativ bromsning eller bromskraftåtervinning är en metod för att bromsa in ett fordon eller annat rörligt objekt genom att omvandla dess rörelseenergi till en annan energiform. Vanligen är avsikten att använda energin för att antingen driva fordonet eller att återföra energin till t.ex. ett elnät. Det är alltså motsatsen till friktionsbromsning, där rörelseenergin omvandlas till värme och därför går förlorad.
Den vanligaste formen av regenerativ bromsning är att en elektrisk motor reverseras och används som generator. Denna metod används för elektriskt drivna tåg och spårvagnar, där strömmen kan återvinnas till elnätet. Batteridrivna fordon kan i stället lagra energin i sitt batteri. Denna metod utnyttjas i hybridbilar. Andra metoder som har använts är att lagra energi i ett svänghjul, som tryckluft eller i en mekanisk fjäderanordning.